# Propallene similis
Propallene similis là một loài nhện biển trong họ Callipallenidae. Loài này thuộc chi Propallene. Propallene similis được miêu tả khoa học năm 1955 bởi Barnard.